# 日野氏 (伯耆国)
日野氏（ひのし）は、平安時代末期から戦国時代にかけて伯耆国日野郡一帯に勢力を持っていた一族。

## 概要
平氏の後裔と称した。『源平盛衰記』には伯耆国内の有力豪族である小鴨氏や紀氏と並んで「日郡司義行」（原文）と記されており、当時日野郡の郡司を務める家柄であり、伯耆国内における有力武士団の一つを形成していたことがわかる。
前掲書などからも当初、日野氏は平氏方に属していたが、西伯耆の有力者である紀氏が源氏方につくと同時に寝返ったと見られる。この時、伯耆国内においても源氏方の紀成盛と平氏方の小鴨基保による争乱が起き、日野氏も源氏方として平氏勢力と争ったと思われる。この争乱は中央とは異なり、源氏方である紀成盛の滅亡によって終結したが、日野氏への影響は史料が乏しいため不明である。ただ、この争乱は治承・寿永の乱（源平合戦）の代理戦というよりも、ただ単にそれ以前より続いていた小鴨・紀両氏による勢力争いの延長戦と見るべきだとされるため、後の日野氏の動向を見る限りではその影響は少なかったと推測される。
鎌倉時代に入ると日野氏は鎌倉御家人となった。寛元2年（1244年）7月には一族の日野長用と日野季長の間で日野郡新印郷（現在の伯耆町）をめぐる相論が起きたことが『吾妻鏡』に記されている。また、文永9年（1272年）12月には将軍・惟康親王から「伯耆国日野東条内河井村士下原口・小倉」を日野刑部乙丸が領知するように命じられている。史料には、この所領は刑部乙丸の亡父・日野重長の遺領であったと記されている（『備中平川家文書』所収「文永9年12月12日付・将軍惟康親王家下知状案」）。
その後、元弘3年（1333年）、名和長年と後醍醐天皇が船上山にこもり、幕府軍の佐々木清高と戦った際、日野三郎義行とその子又三郎義泰らは長年の軍勢に参陣し活躍したという（『古本伯耆之巻』など）。
室町時代にかけては日野衆としても知られた。『陰徳太平記』には戦国時代にかけても栄えたと記されているが、関係史料が少ないため、その詳細は不明である。日野郡は交通・軍事の要所として尼子氏・毛利氏などから特に重要視されていたため、早くから侵出が始まっていたとされる。日野氏の最後がどのようなものであったかは不明だが、これら近隣勢力の侵出に伴う戦乱で衰退した可能性も高い。
一説に日野郡武庫村（現在の江府町）の神主・船越氏は前姓を日野氏とし、日野三郎義行の子孫を名乗っていたという。（『文久2年日野郡神社書上帳』）また、伝承の域を出ないが、日野氏は要害山城を本拠地としていたという（『日野郡史』）。

## 人物
- 日野景幸 - 宮氏出身で、日野山名氏当主山名藤幸の養子。家督相続後に日野姓を名乗る